# Pinciná, Lučenec
Pinciná este o comună slovacă, aflată în districtul Lučenec din regiunea Banská Bystrica. Localitatea se află la altitudinea de 190 m deasupra n.m., se întinde pe o suprafață de 11,92 km2 și în 2017 număra 225 de locuitori.

## Istoric
Localitatea Pinciná este atestată documentar din 1326.

## Demografie
| An:                | 1994 | 2004   | 2014   | 2024    |
| ------------------ | ---- | ------ | ------ | ------- |
| Număr de persoane: | 261  | 245    | 249    | 199     |
| Diferență:         |      | −6,13% | +1,63% | −20,08% |

| An:                | 2023 | 2024   |
| ------------------ | ---- | ------ |
| Număr de persoane: | 197  | 199    |
| Diferență:         |      | +1,01% |